# Пик (гандбольный клуб)
Гандбольный клуб «Пик» (венг. MOL-Pick Szeged) — венгерский мужской гандбольный клуб, основанный в 1961 году и базирующийся в городе Сегед.

## Титулы и достижения
Чемпионат Венгрии
- Чемпион: 1996, 2007, 2018, 2021, 2022
- II место: 1985, 1994, 2002, 2003, 2004, 2005, 2006, 2008, 2009, 2010, 2011, 2012, 2013, 2014, 2015, 2016, 2017, 2019, 2023, 2024, 2025
- III место: 1979, 1983, 1986, 1990, 1993, 1995, 1997, 1998, 1999, 2000, 2001

Кубок Венгрии
- Победитель: 1977, 1982, 1983 (янв.), 1993, 2006, 2008, 2019, 2025
- II место: 1996, 2000, 2002, 2003, 2004, 2005, 2009, 2010, 2012, 2013, 2014, 2015, 2016, 2017, 2018, 2021, 2023, 2024

Еврокубки
- Победитель Кубка Европы ЕГФ: 2014